# Галит
Гали́т (греч. ἅλς «соль») — каменная соль, минерал подкласса хлоридов, кристаллическая форма хлорида натрия (NaCl). В кристаллохимической структуре минерала шесть катионов натрия окружают анион хлора. Сингония кубическая, пространственная группа Fm3m.

## Свойства
Галит формируется в виде кубических кристаллов, от бесцветного до белого, светло- и тёмно-голубого, жёлтого и розового. Окраска связана с примесями, так красноватая окраска может быть вызвана присутствием некоторых мёртвых бактерий и примесей мёртвых растений, а также любых неорганических веществ. Обычно встречается с другими продуктами испарения солёной воды — сульфатами, боратами.

## Форма залегания и месторождения
Галит можно найти в пластах хемогенных осадочных пород и в донных отложениях пересыхающих и высохших лиманов, озёр и морей. Осадочный слой может достигать толщины до 350 метров и простираться на огромные территории. Например, в Северной Америке подземные залежи соли простираются от Аппалачских гор западнее Нью-Йорка через Онтарио до бассейна Мичигана. Из галитовых озёр у подножья Гималаев получают «чёрную соль», известную в Индии как кала-намак.
В России существуют Усольское месторождение (Иркутская область), Илецкое месторождение (Оренбургская область), Светлоярское месторождение (Волгоградская область) и Баскунчанское месторождение (Астраханская область).

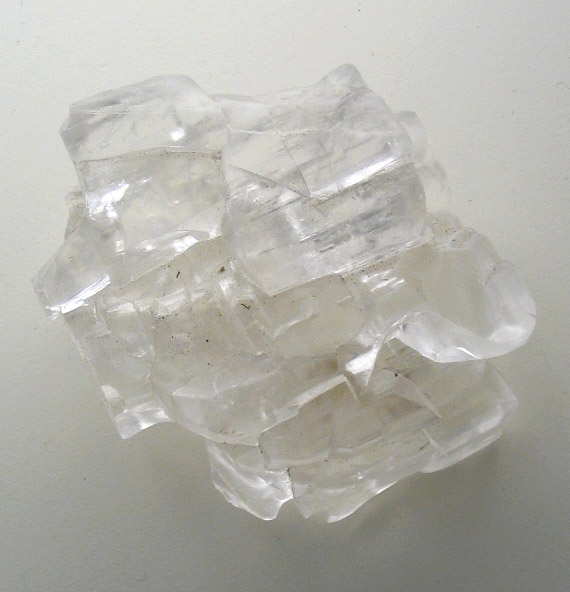
Кристалл галита из Германии
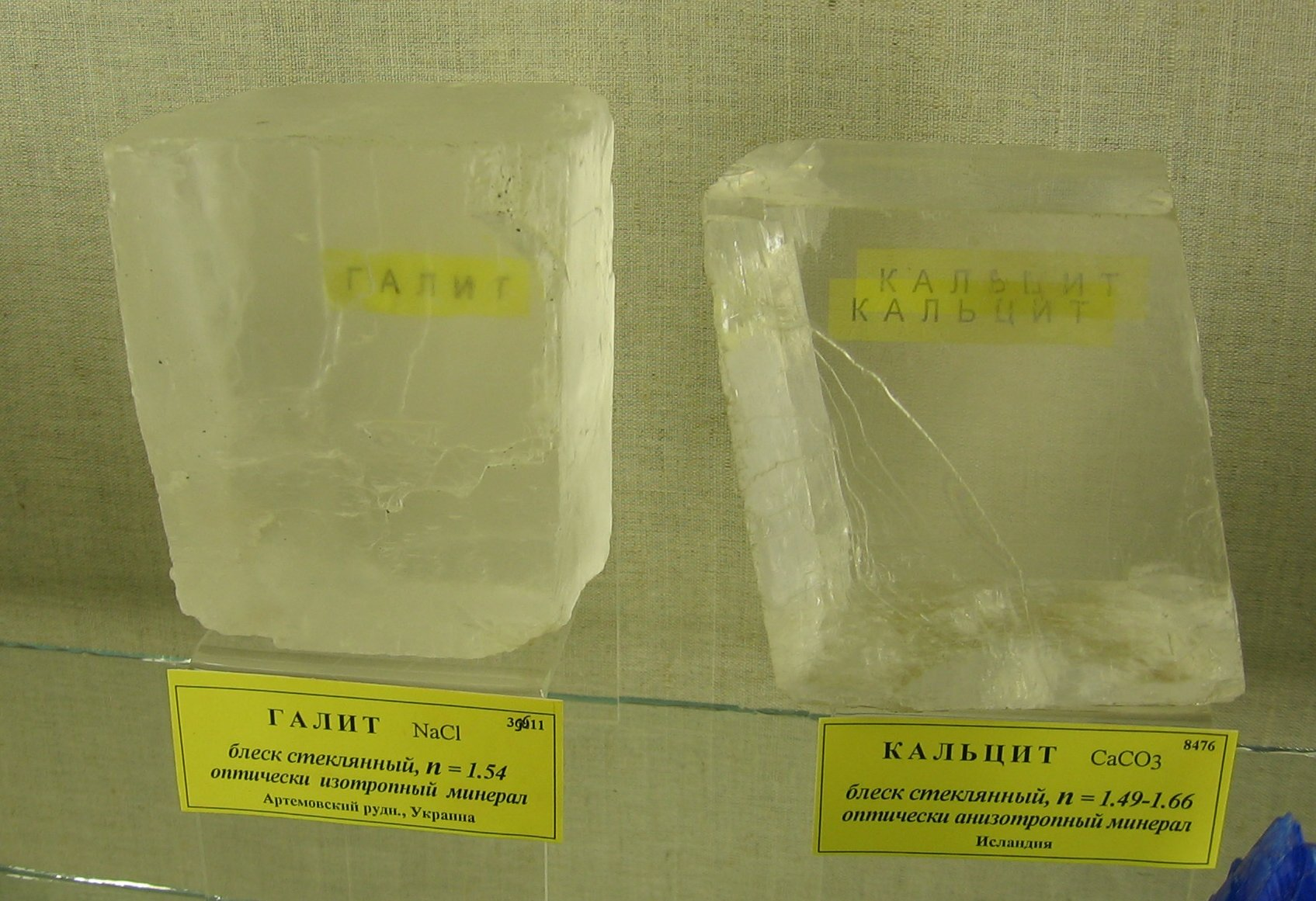
Сравнение преломления лучей в кальците и галите
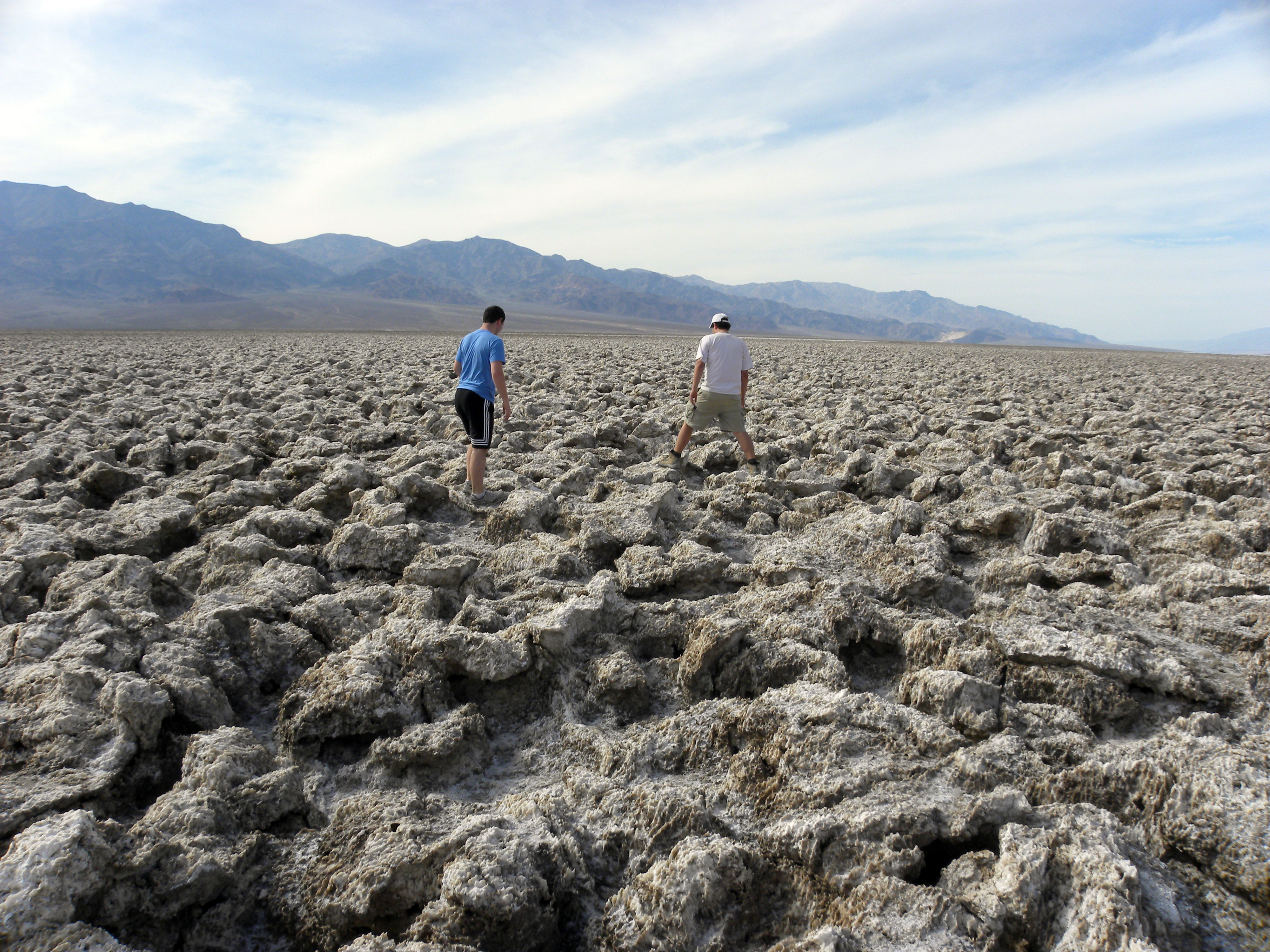
Отложения галита на дне пересохшего озера в Долине Смерти (Калифорния)

## Применение
Галит — основной источник поваренной соли, которая используется в пищевой и химической промышленности (как сырьё для производства хлора, гидроксида натрия и соляной кислоты) и электротехнике.